# 莫斯科国立建筑大学
莫斯科国立建筑大学 （俄语： Московский государственный строительный университет，缩写为МГСУ或MGSU，简称“莫建大”）是俄罗斯国家研究型大学，于1921年建校。1993年以前该校名为莫斯科古比雪夫工程建筑学院，是前苏联时期及俄罗斯大型的技术大学。

## 发展历程
1921年，在全国28所新大学中，俄罗斯联邦教育人民委员部成立了莫斯科实用建筑学院，首任院长是扎哈尔·涅斯捷罗维奇·希什金（1878-1948）这一年被认为是莫建大成立之年。
1924 年 8月，该学院成为莫斯科高等技术学校土木工程学院的一部分，1930 年该学院再次重组为高等土木工程学院（VISU）。

## 学院机构
- 建筑与建筑学院（ISA MGSU）
- 建筑与房地产领域经济、管理与传播研究所（IEUKSN MGSU）
- 水工与能源建设研究所（IGES MGSU）
- 工程与生态建设与机械化研究所（IIESM MGSU）
- 基础教育研究所（IFO MGSU）
- 远程教育学院（IDO MGSU）
- 梅季希分校
- 萨马拉分校

## 历任校长（董事）
- (1921-1934) 希什金·扎哈尔·内斯特罗维奇
- (1934-1942) 曾科夫·伊万·斯捷潘诺维奇
- (1942-1943) 科尔切姆斯基，莫伊塞·尤里耶维奇
- (1943-1947) 尼古拉·瓦西里耶维奇·拉祖科夫
- (1947-1950) 卡尔佩琴科·米哈伊尔·谢苗诺维奇
- (1950-1956) 乌霍夫·鲍里斯·谢尔盖耶维奇
- (1956-1958) 科斯汀·伊万·伊万诺维奇（俄语：Костин, Иван Иванович）
- (1958-1983) 尼古拉·安东诺维奇（俄语：Стрельчук, Николай Антонович）
- (1983-2003) 卡列林·弗拉基米尔·雅科夫列维奇
- (2003-2013) 泰利琴科·瓦列里·伊万诺维奇（俄语：Теличенко, Валерий Иванович）
- (2013-2019) 沃尔科夫·安德烈·阿纳托利耶维奇
- (2019-2020) 叶夫根尼·科罗廖夫（俄语：Королёв, Евгений Валерьевич (учёный)）
- (自 2020 年起) 阿基莫夫·帕维尔·阿列克谢耶维奇